# Volvo
A Volvo-csoport svéd multinacionális gyártó vállalat. Fő tevékenysége tehergépkocsik, autóbuszok és munkagépek gyártása, de tengerészeti és ipari alkalmazásra meghajtási rendszereket, repüléshez és űrhajózáshoz szükséges alkatrészeket, valamint pénzügyi szolgáltatásokat is kínál. A későbbi gépkocsigyártó 1927. április 14-én alakult meg Göteborg városban, mint az SKF csapágygyárról levált önálló cég. A Volvót 2007 júniusában törölték a NASDAQ-ról, de a stockholmi tőzsdén továbbra is jegyzett cég.
A Volvo latin kifejezés a "volvere" szóból képezve, jelentése "gurulok", "gördülök". A Volvo név 1911 májusában lett bejegyezve, mint önálló cég a SKF AB-n belül, bejegyzett védjeggyel, azzal a szándékkal, hogy különleges golyóscsapágyak sorozatára használják a nevet, de ez csak rövid ideig működött ilyen formában, az SKF úgy határozott, hogy minden csapágyat "SKF" védjeggyel látnak el a későbbiekben.
Az Volvo AB nem tevékenykedett 1926. augusztus 10-ig, mikor Assar Gabrielsson, az SKF értékesítési igazgatója és Gustav Larson mérnök egy évnyi előkészület után belekezdtek tíz prototípus legyártásába, megkezdve ezzel a Volvo AB gépkocsigyártását az SKF-csoporton belül. A Volvo AB-t 1935-ben jelentették be a stockholmi tőzsdén, majd az SKF megkezdte a részvények árusítását.
Az első sorozatban gyártott Volvo személygépkocsi, a Volvo ÖV 4 1927. április 14-én hagyta el az üzemet, ami a Volvo alapításának hivatalos dátuma.
1999-ben a Volvo személygépkocsi-gyártó részlegét megvette a Ford. 2010-ben írták alá a svédországi Göteborgban azt a megállapodást, amelynek értelmében a kínai Zhejiang Geely autóipari csoport 1,8 milliárd dollárért megvette az amerikai Fordtól a személygépkocsi-gyártó részleget.

## A Volvo történelme
A Volvo mérnökei az utasok védelme mellett kiemelt figyelmet fordítanak a gyalogosok biztonságára is.
A Volvo-csoport 1927 óta létezik, amikor az első Volvo gépkocsi legördült a göteborgi üzem futószalagjáról. Ebben az évben mindössze 297 kocsi épült meg. Az első teherautó , az LV Serie 1 1928 januárjában mutatkozott be. 1930-ban a Volvo 639 autót adott el, a teherautók európai exportja ez után indult; a gépkocsik Svédországon kívül nem váltak jól ismertté a második világháborúig.
A hajómotorgyártás majdnem addig tartozott a csoporthoz, mint a tehergépkocsik. Az 1907-ben alapított Pentaverken hajómotor-gyártó céget 1935-ben vette meg a Volvo. A később rendkívül népszerűvé vált U-21 csónakmotort 1926-ban mutatták be. A gyártás 1962-ig folytatódott.
Az első autóbuszt, amit találóan B1-nek neveztek, 1934-ben vezették be, továbbá az 1940-es évek elejére repülőgépmotorokkal is bővítették a kínálatot.
1999. január 28-án a Volvo-csoport 6,45 milliárd amerikai dollár ellenében eladta személygépkocsi-gyártó részlegét, a Volvo Personvagnart (más néven Volvo Car Corporation) a Ford Motor Company-nak.

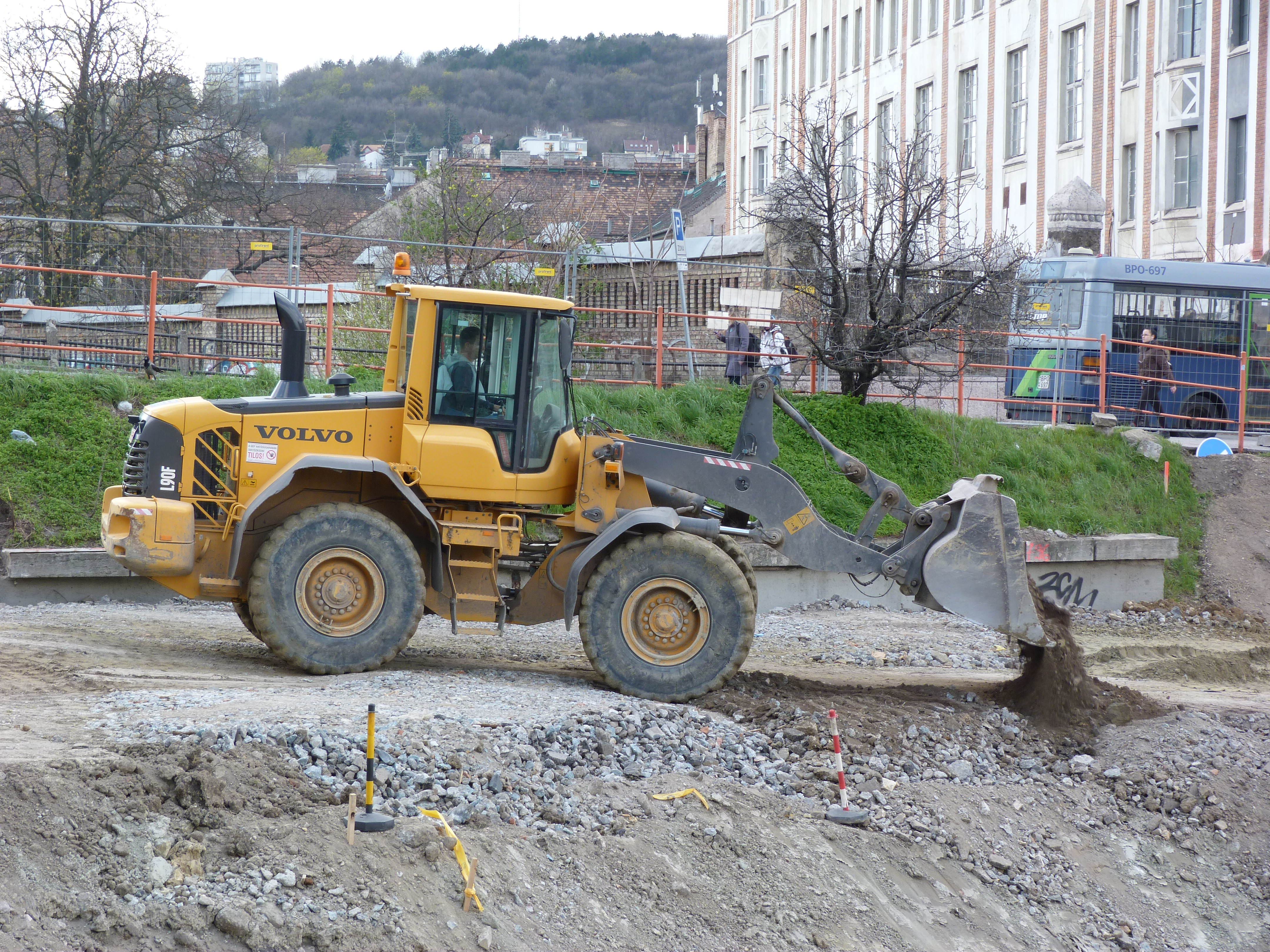
Volvo L90F

A Volvo-csoport jelenleg a haszonjárművekre összpontosít. A csoport helyzete ezen a területen megszilárdult a Renault Trucks és a Mack Trucks 2001-es felvásárlásával, és így Franciaországban és az Amerikai Egyesült Államokban is vannak leányvállalatai. Szolgáltatási területen az utóbbi tíz évben gyors fejlődésen ment keresztül a cég, például pénzügyi megoldások segítik a gyártó üzletág eladásait. 2007-ben a Volvo-csoport megszerezte a Nissan Diesel tehergépkocsi-gyártó részlegét a Nissan Motors-tól, ami az ázsiai terjeszkedést segíti elő.
2017-ben bejelentették, hogy 2019-től minden újonnan bevezetett Volvo-modellt elektromos hajtással fognak felszerelni. Ezzel a cégnél véget fog érni a tisztán belső égésű motorral hajtott járművek korszaka. Ezt a célt nem sikerült elérniük. Az új célkitűzés az, hogy a 2020-as év közepére minden második eladott autójuk elektromos meghajtású és minden harmadik önvezető autó legyen.

## A Volvo védjegy
A Volvo Trademark Holding AB tulajdoni részén egyenlően osztozik az AB Volvo és a Volvo Car Corporation.
A cég fő tevékenysége a védjegyek birtoklása, fenntartása, védelme és megőrzése (beleértve a Volvo feliratot, a Volvo márkajegyeket (hűtőrácson az átlós vonal és az embléma), a Volvo Aero-t, és a Volvo Penta-t) a tulajdonosok nevében, és a tulajdonosok felhatalmazása a használatra. A mindennapos munka a védjegyek bejegyzéséről, karbantartásáról és a bejegyzett védjegyek védelméről szól. A holding lép fel az illetéktelen használat és bejegyzés ellen, amelyek a Volvo védjegyekkel megegyezőek, vagy ahhoz hasonlóak.

## A Volvo márka

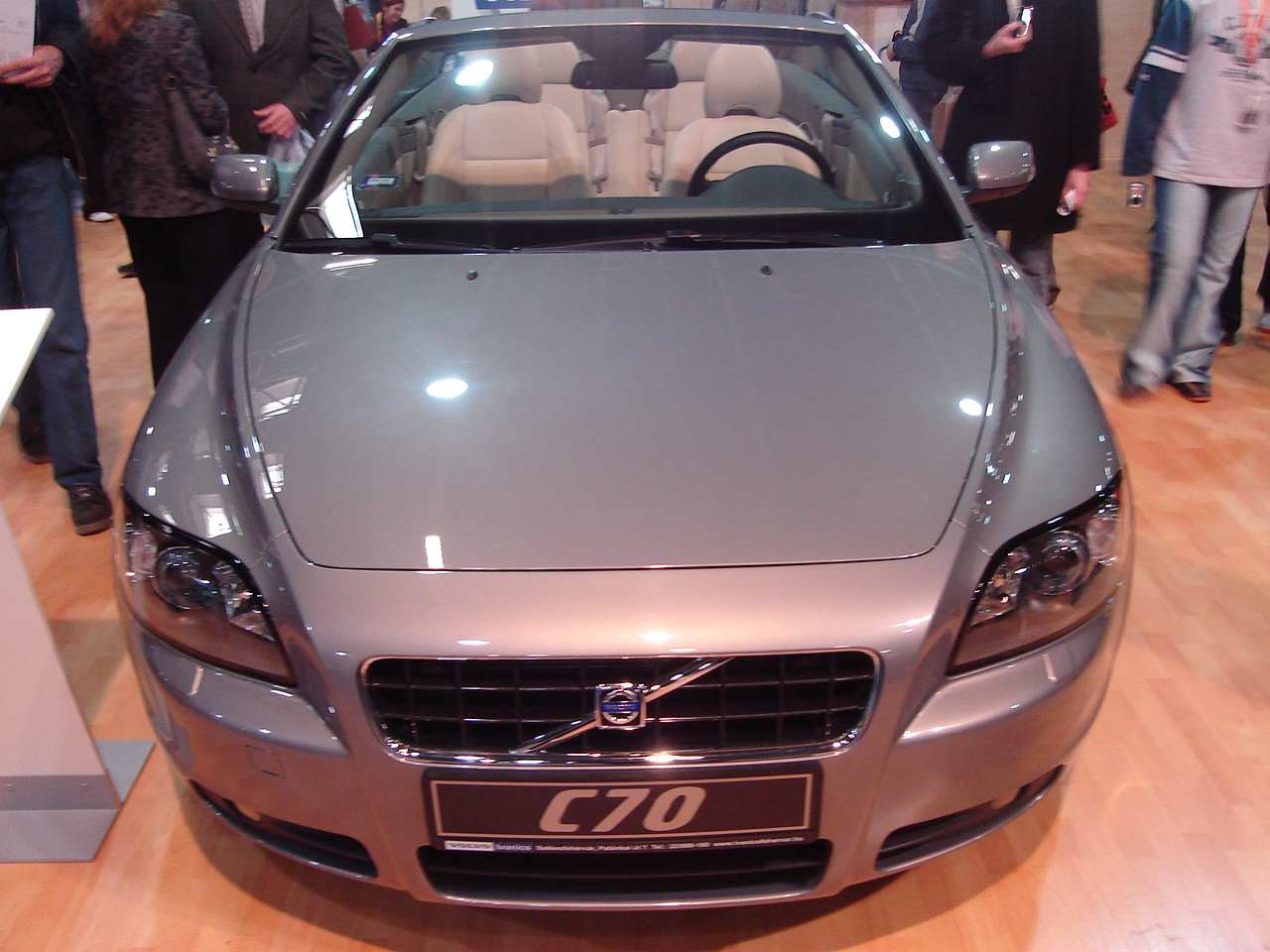
Volvo C70

A márka innovatív reklámstratégiáinak egyike a Volvo for life Awards, egy grassroots program, amelyben olyan hétköznapi embereket tüntetnek ki, akik nem hétköznapi dolgokat tesznek a közösségükért. A díjakat három kategóriában osztják ki – biztonság, életszínvonal és környezet – minden, ami a márka értékeihez kapcsolódik. A közönség olyan egyéneket javasolhat a program honlapján (www.volvoforlifeawards.com), akik nagy mértékben segítették a közösséget. Továbbá a közönség javaslatokat tehet a Butterfly Award-ra, ami gyerekeket ismer el, akik a világ jobbá tétele érdekében tevékenykedtek. A jelölési szakasz után az amerikai közönség szavazhat a honlapon a legtöbb szavazatot kapottak közül, és a program kiválasztott döntőbizottsága kiválasztja a nyerteseket, akiket a Volvo kitüntet az évente New Yorkban megrendezett díjátadó ünnepségen.
A márka reklámstratégiái közé tartozik a vitorlás verseny, a Volvo Ocean Race, korábbi nevén Whitbread Around the World Race támogatása. Ez a  legnagyobb világ körüli jachtverseny, amely először 2001-2002-ben került megrendezésre ilyen formában. Ezeken kívül van még a Volvo Baltic Race és a Volvo Pacific Race. valamint  a gazdagságot mutató képét a világ minden részén szervezett golfversenyekkel erősíti olyan bajnokságokkal, mint a Volvo Masters, és a Volvo China Open.
A Volvonak régóta fennálló kötelezettségei vannak az ISAF-ben, és benne van a Volvo/ISAF World Youth Sailing Championship-ben 1997 óta.
Továbbá a Volvo támogatja a Show Jumping World Cup-ot az 1979-es kezdettől 1999-ig.

### Jelenlegi modellek
- V40/V40 Cross Country
- S40
- XC40
- XC70/V70
- S80
- S60
- V60/V60 Cross Country
- XC60
- XC90
- S90/V90

## Volvo Adventure
A Volvo Adventure a Volvo és az ENSZ által szervezett nemzetközi környezetvédelmi verseny, amely a legrangosabb ezen a területen.

## Volvo vállalatok
Vállalatok a Volvo csoporton belül:
- Volvo Trucks
- Mack Trucks
- Renault Trucks
- Nissan Diesel
- Volvo Buses
- Volvo Construction Equipment
- Volvo Penta
- Volvo Aero
- Volvo Financial Services

### Üzleti egységek
A csoport cégeit számos üzleti egység is támogatja:
- Volvo 3P
- Volvo Powertrain
- Volvo Parts
- Volvo Logistics
- Volvo Information Technology
- Volvo Technology
- Volvo Technology Transfer
- Volvo Business Services
- Volvo Treasury
- Volvo Group Real Estate

## Lásd még
- Volvo Cars
- Ainax – Scania részvények tulajdonosa, amelyet a Volvo szerzett meg

## Márkák a Volvo-csoporton belül
- Volvo
- Mack Trucks
- Renault Trucks
- Prevost Car
- Nova Bus
- Polestar

A Volvo márka évtizedek alatt épült fel, és jelenleg az egyik legismertebb,és  legelismertebb autómárka.
A Renault Trucks, és a Mack Trucks 2001-es felvásárlásával létrehozták Európa legnagyobb, a világon a második legnagyobb nehéztehergépkocsi-gyártó cégét, amely széles termékskálával rendelkezik. A Mack az egyik legismertebb tehergépkocsi márka Észak-Amerikában, míg a Renault Trucks különleges helyzettel rendelkezik Dél-Európában.
A Volvo Bus Corporation tulajdonában lévő Prevost Car Észak-Amerikában a prémium turistabuszok, luxus- és egyedi felépítmények vezető . A Nova Bus – a Prevost része – vezető város buszok tervezése, gyártása és értékesítése terén.
A Polestar a Volvo nagyteljesítményű változataiért volt felelős, 2015-ben megvásárolta a Volvo és önálló márkáként, elektromos autókat fog árusítani az anyacég technikáját felhasználva.